# منطقة بوندي
بوندي رمزها «BU» (بالإنجليزية: Bundi)‏ ، هو تقسيم إداري لدولة الهند تتبع ولاية راجاستان (بالإنجليزية: Rajasthan)‏ ، مركزها هو مدينة بوندي (بالإنجليزية: Bundi)‏ عدد سكانها حسب تعداد سنة 2001 هو 961,269 ، مساحتها 5,550 كم² وكثافة السكان 173 لكل كم² .